# Pyrenæisk gemse
Pyrenæisk gemse (Rupicapra pyrenaica) er en gedeantilope. Den findes vildt i Pyrenæerne, de Cantabriske Bjerge og på Appenninerne. Den er den ene af to gemsearter, hvor den anden blot kaldes gemse (Rupicapra rupicapra). Den bliver op til 80 cm høj og dens horn kan blive 20 cm lange. Den lever i op til 3000 meters højde og føden består af træskud, græs og lav. 
I 1940’erne blev den pyrenæiske gemse næsten udryddet ligesom dens søsterart, gemse, da der var stor efterspørgsel på gemseskind, men arten er siden kommet sig, og i 2002 fandtes der ca. 25.000 individer. Den pyrenæiske gemse vil pr. 1. januar 2014 figurere på de andorranske 1-, 2- og 5-eurocent.